# 丁亭
丁亭，无锡人，清朝政治人物。举人出身。
乾隆二十六年（1761年），擔任清朝廣州府南海縣知縣。后由楊紱接任。